# عمر يوسف (شخصية خيالية)
عمر يوسف هو شخصية خيالية وبطل سلسلة روايات الجريمة للكاتب الويلزي مات بينون ريس .

## السيرة الذاتية
وُلد عمر يوسف صبحي سرحان المعروف أيضًا باسم أبي رامز حسب الروايات عام 1948 في ملحة، وهي قرية فلسطينية مدمرة جنوب القدس (من رواية المتعاون من بيت لحم). فر والده كبير القرية مع أسرته والقرويين الآخرين، عند إقامة دولة إسرائيل في ربيع ذلك العام. توجهت عائلة سرحان إلى مخيم الدهيشة للاجئين المقام في حقول جنوب بيت لحم. استأجر والد عمر منزلاً وما زال عمر يؤجر نفس المنزل.
التحق عمر بجامعة دمشق وانخرط في السياسة الطلابية. التقى عمر في الجامعة بخميس زيدان، وهو مواطن فلسطيني شاب ولاجئ من بلدة يافا الساحلية، والذي أصبح فيما بعد قائد شرطة بيت لحم. أكسب انضمام عمر إلى حزب البعث العربي شكوكًا حول النظام الأردني. وفي أوائل عام 1967، ألقت الشرطة الأردنية القبض على عمر في بيت لحم واتُهم بالقتل. قال عمر في وقت لاحق إن التهم باطلة وأنه سجن من قبل خصوم سياسيين حريصين على تشويه سمعته ( رواية مقبرة في غزة، فبراير / شباط 2008).
التقى عمر بمريم حسن أثناء عودته إلى المنزل في نهاية الفصل الدراسي الجامعي عام 1968. كانت مريم شابة متعلمة من عائلة بارزة في قرية مشهد خارج الناصرة. كان لمريم أقارب في منطقة بيت لحم وكانت في طريقها لزيارتهم عندما قابلت عمر في سيارة أجرة بالقرب من مدينة جنين بالضفة الغربية، وتزوج الاثنان في العام التالي.
تخلى عمر عن السياسة بعد انتهائه من دراسته بالجامعة، وعمل بمهنة هادئة كمدرس للتاريخ. درّس عمر في المدرسة التي تديرها القديس جون دي لا سال في بيت لحم حتى أوائل التسعينيات، حيث يدرس بها تلاميذ من السكان المسلمين والمسيحيين المحليين. وقد أُجبر على ترك المدرسة بعد مواجهة مع مفتش مدارس محلية اعتبر عمر منتقدًا للغاية للسلطة الفلسطينية الجديدة. عمل عمر في مدرسة الأمم المتحدة الأساسية لإغاثة وتشغيل الفتيات في مخيم الدهيشة. كانت الوظيفة بمثابة الاستقالة من مدرسة القديس جون، لكنها جعلت عمر على اتصال أوثق مع اللاجئين الفقراء في بيت لحم ونبهته إلى معاناتهم. أدى ذلك في النهاية إلى رفضه لحياته الهادئة التي عاشها ومحاولته مواجهة الفساد والعنف اللذين اجتاحا بلدته.
رُزق عمر ومريم بثلاثة أبناء. يدير رامز الأكبر شركة للهواتف المحمولة في بيت لحم، ومتزوج من سارة ولديه ثلاثة أطفال هم نادية (حفيد عمر المفضل) وعمر الصغير وريم. الابن الثاني لعمر هو زهير الذي يعيش في بريطانيا حيث يدرّس التاريخ الإسلامي في جامعة ويلز. الابن الأصغر هو علاء الذي يعمل كبائع كمبيوتر في نيويورك.
كان عمر يشرب الخمر ومدخنًا شرهًا منذ أيام دراسته. أجبرته المشاكل الصحية في منتصف الأربعينيات من عمره على الإقلاع عن كليهما. ولا يزال في حالة صحية سيئة مع ذلك معانيًا من ارتعاش الأيدي والتهاب المفاصل.

## روايات
- متعاون من بيت لحم (2007)
- مقبرة في غزة (2008)
- سر السامري (2009)
- القاتل الرابع (2010)

### اصدارات عالمية شارك فيها عمر يوسف
- متعاون بيت لحم (سوهو كرايم في نيويورك 2007)(ردمك 1-56947-442-7)
- متعاون بيت لحم Le collaborateur de Bethléem (ألبين ميشيل في باريس 2007)(ردمك 978-2-226-17718-6)
- مايسترو بيت لحم Il Maestro di Betlemme (القاهرة - ميلانو 2007)(ردمك 978-88-6052-085-2)
- قتلة بيت لحم The Bethlehem Murders (أتلانتيك ، لندن 2007)(ردمك 1-84354-592-6)

## تاريخ النشر
نُشرت أول الأعمال التي ظهر فيها عمر يوسف متعاون بيت لحم في المملكة المتحدة باسم جرائم بيت لحم، بالإنجليزية في عام 2007.
وصفت صحيفة نيويورك تايمز متعاون بيت لحم، بأنه رواية أولى مذهلة. وأشادت صحيفة إندبندنت بعمر ووصفته بأنه المحقق الكبير التالي في قصص الجريمة. ووصفت صحيفة لوفيجارو الفرنسية الكتاب بأنه "تحفة فنية". بيع الكتب في 14 دولة مختلفة بـ12 لغة مختلفة.
نُشرت الرواية الثانية التي ظهر فيها عمر يوسف مقبرة في غزة في المملكة المتحدة تحت عنوان جرائم قتل صلاح الدين، ونشرتها دار أتلانتيك بوكس في يناير 2008).
نشرت دار سوهو بريس في الولايات المتحدة ودار أتلانتا في فبراير 2009 الكتاب الثالث سر السامري الذي تجري أحداثه في نابلس.
وبحلول عام 2009، نُشرت واحدة أو أكثر من الروايات التي هر بها عمر يوسف في 22 دولة، وشملت الترجمات المتوفرة الفرنسية والألمانية والإيطالية والإندونيسية.

## الوسائط
مثّل الممثل البريطاني بيتر بوليكاربو جرائم القتل في بيت لحم وسر السامري، بشكل درامي لراديو بي بي سي حيث قام بدور عمر يوسف.

## روابط خارجية
- مدونة مات بينون ريس
- موقع مات بينون ريس نسخة محفوظة 27 مارس 2009 على موقع واي باك مشين.
- واشنطن بوست تستعرض كتاب متعاون بيت لحم
- واقع الحياة الخيالية الغامضة من القدس
- بوسطن غلوب: مراسل يلتقط نسيج الشرق الأوسط في رواية
- أقولها كما هو الحال في 25 آذار (مارس) 2009 آفي هوفمان ، بريد القدس